# Stadio Sant'Elia
Stadio Sant'Elia er et fodboldstadion i den italienske by Cagliari. Fodboldklubben Cagliari spille sine hjemmekampe på stadionet, der er opkaldt efter den bydel hvor det er opført.
| Idrætsanlæg | Spire Denne artikel om et idrætsanlæg er en spire som bør udbygges. Du er velkommen til at hjælpe Wikipedia ved at udvide den. |

39°11′58″N 9°08′05″Ø / 39.19942°N 9.13481°Ø